# Saba Lobschanidse
Saba Lobschanidse (georgisch საბა ლობჟანიძე; englisch Saba Lobzhanidze; * 18. Dezember 1994 in Tiflis) ist ein georgischer Fußballspieler.

## Karriere

### Verein
Von der zweiten Mannschaft von Dinamo Tiflis ging Lobschanidse im Sommer 2014 in den Kader der ersten Mannschaft über. Nachdem er mit seinem Team in der Saison 2015/16 die Meisterschaft gewonnen hatte, wurde er für die zweite Jahreshälfte des Jahres 2016 an Tschichura Satschchere verliehen. Danach kehrte er zum Start der Saison 2017 nochmal zu seinem Stammklub zurück und machte bis zum Sommer 13 Einsätze, bei denen er acht Tore erzielte und fünf Vorlagen gab. Anschließend wechselte er ablösefrei nach Dänemark, wo er sich zur Spielzeit 2017/18 dem Randers FC anschloss und dort gleich am 1. Spieltag zum Einsatz kam. Im Januar 2020 schloss er sich dem türkischen Klub Ankaragücü an, wo er bis zum Ende der Folgesaison blieb. Weiter ging es für Lobschanidse danach bei Hatayspor und im Februar 2023 wurde er bis zum Saisonende 2022/23 an Karagümrük verliehen. Seit August 2023 steht er beim MLS-Franchise Atlanta United in den USA unter Vertrag.

### Nationalmannschaft
Bei der georgischen U19 hatte Lobschanidse zwischen Oktober 2012 und März 2013 ein paar Einsätze und kam zwischen März 2014 und September 2016 auch bei der U21 ein paar Mal zum Einsatz. Mit beiden erreichte er nie die Endrunde bei einem größeren Turnier.
Für die A-Nationalmannschaft debütierte er am 23. Januar 2017 beim 2:2-Unentschieden in einem Freundschaftsspiel gegen Usbekistan, bei dem er in der Startelf stand und in der 77. Minute sein erstes Länderspieltor für die Mannschaft schoss. In der 82. Minute wurde er für Giorgi Kharaishvili ausgewechselt. Im Jahr 2019 kam Lobschanidse bei zwei Partien der Qualifikation für die Europameisterschaft 2020 zum Einsatz. Anschließend kam er in vielen Spielen der Nations League 2020/21 zu Spielzeit und bestritt mit der Mannschaft auch fast alle Partien bei der Qualifikation für die Weltmeisterschaft 2022. Nach ein paar Partien in der Nations League 2022/23 kam er auch bei vier Spielen der Qualifikation für die Europameisterschaft 2024 zum Einsatz. Nach der erfolgreichen Qualifikation wurde er für den Turnierkader bei dieser Endrunde nominiert.